# Vikartovce
Vikartovce (em alemão: Weichsdorf; húngaro: Hernádfő) é um município da Eslováquia, situado no distrito de Poprad, na região de Prešov. Tem 50,27 km² de área e sua população em 2018 foi estimada em 1.882 habitantes.

## Demografia
| Ano:        | 1994 | 2004   | 2014   | 2024   |
| ----------- | ---- | ------ | ------ | ------ |
| Broj ljudi: | 1637 | 1785   | 1868   | 1825   |
| Razlika:    |      | +9,04% | +4,64% | -2,30% |

| Ano:               | 2023 | 2024   |
| ------------------ | ---- | ------ |
| Número de pessoas: | 1848 | 1825   |
| Diferença:         |      | -1,24% |